# 河燦錫
河 燦錫（ハ・チャンソク、하찬석、か さんしゃく、1948年12月20日 - 2010年9月14日）は、韓国の囲碁棋士。慶尚南道陜川郡出身、韓国棋院、日本棋院所属、木谷實九段門下、九段。国手戦2連覇など棋戦優勝5回、準優勝13回。

## 経歴
1964年に日本へ渡って木谷實に入門し、日本名「河本正夫」を名乗る。1967年に日本棋院初段となり、1970年には兵役のために帰国し、韓国棋院四段となる。1973年に五段となり、国手戦で趙南哲、王位戦で尹奇鉉にそれぞれ挑戦して破り、タイトルを獲得。1970年代と1980年代に各棋戦で活躍した。1979年には王位戦と国手戦でいずれも曺薫鉉への挑戦者となるが、それぞれ2連敗した後の3局目に棄権負けとなった。
1987年に八段、2003年九段へ昇段。2006年に中日韓三国囲棋元老戦へ出場した。

### タイトル歴
- 国手戦 1973、74年
- 王位戦 1973年
- バッカス杯戦 1984年
- KBS杯バドゥク王戦 1985年

### その他の棋歴
- 棋王戦 準優勝 1974年
- MBC杯国棋戦 準優勝 1975年
- 最高位戦 挑戦者 1976、78、85年
- 国棋戦 挑戦者 1978年
- 王座戦 準優勝 1978年
- 覇王戦 挑戦者 1979年
- 国手戦 挑戦者 1979年
- 王位戦 挑戦者 1979年
- 帝王戦 準優勝 1984年
- バッカス杯戦 準優勝 1985年
- 中日韓三国囲棋元老戦 2006年 2-0（○王汝南、○羽根泰正）